# Fila brasileiro
El fila brasileiro (pronunciación en portugués: /ˈfilɐ bɾaziˈlejɾu/), también conocido como cabeçudo boiadeiro, es una raza de perro originaria de Brasil. Ha sido reconocido a nivel mundial como el perro más fiel a su amo, familia y conocidos, dando su vida por ellos. También es conocido por ser muy buen perro guardián y de los más agresivos del mundo.  
Hay dos teorías principales sobre su origen: la primera y más antigua, basada en la morfología de la raza, dice que el Fila se originó de la cruza entre mastín inglés, antiguo bulldog y perro de San Huberto; La segunda teoría, basada en la historia de Brasil y en estudios genéticos, dice que la raza es probablemente un descendiente del Mastín español y tiene parentesco también con grandes razas de perros de Portugal como el Perro de Castro Laboreiro y el extinto perro alano portugués, por ejemplo.
En Brasil, la raza es registrada por dos clubes apartados: la CBKC y el CAFIB, los dos con estándares muy diferentes. El CAFIB sostiene la afirmación de que los perros de la CBKC (club afiliado a la FCI) poseen inserción de otras razas que ocurrieron en las décadas de 1970 y 1980, y que por esta razón poseen morfología distante del original Fila.
Cuando la raza se empezó a conocer en los 70 muchos criadores extranjeros con ayuda de algunos de Brasil comenzaron a hacer cruzas con los filas, añadiendo sangres de Dogo alemán, Mastín inglés y otras razas de molosos, dando lugar a perros bastante distintos de los originales que registra el CAFIB. Esto no es exclusivo de esta raza puesto que ha sucedido con muchas, la más cercana la tenemos en el Mastín español, el puro ahora se conoce como línea de trabajo y no está reconocida de forma oficial, en cambio el resultado de cruces con otros mastines europeos como el mastín napolitano dio como resultado mastines no aptos para el campo, con demasiados pliegues y torpes. Esta línea fruto de cruces por los criadores españoles fue finalmente reconocida por la FCI. 
En el caso del Fila, en los antiguos perros no existía el color negro, este vino dado por los genes del Dogo alemán que añadieron a las cruzas, el CAFIB no acepta filas negros por este motivo, en cambio la FCI sí. Las cabezas y las caderas también son diferentes, a pesar de no haber perdido el carácter típico del fila con estos cruces sí que se suavizó en cierto modo. Un fila CAFIB suele ser más difícil de manejar que un fila descendiente de perros FCI.

## Etimología
La palabra filar en portugués significa 'mantener, sostener, prender, agarrar'. Entonces cão de fila (perro de presa) o cão de filar sugiere que es un perro de caza, un perro que 'muerde y no suelta'. Un nombre similar también se encuentra en dos razas de perros portugueses: el Cão de Fila de São Miguel y el extinto Cão de Fila da Terceira.

## Historia
La primera raza brasileña a ser reconocida internacionalmente por la FCI en la década de 1960, el fila brasileño es un personaje anónimo de la Historia de Brasil desde los tiempos del descubrimiento (año 1500), cuando ayudó a los colonizadores en la conquista del territorio brasileño, ya sea protegiendo las comitivas de los Bandeirantes de ataques de nativos y de jaguares o pumas, e incluso fue utilizado por los colonizadores para recapturar esclavos fugitivos.
Históricamente, los filas siempre estuvieron presentes en todas las regiones del territorio brasileño, pero la ruta de los troperos (llevando mercancías desde el interior del territorio hacia el litoral) influenció entre otras cosas la mayor presencia de esta raza en determinadas regiones. Los troperos siempre tenían sus comitivas protegidas por filas, con lo que su incidencia siempre fue mayor en las regiones centro-oeste y sudeste, principalmente en Minas Gerais y en Mato Grosso. Pero algunos grabados de principios del siglo XIX, presentados por el príncipe Maximilian zu Wied-Neuwied, atestiguan que esta raza ya estaba presente también en el nordeste brasileño desde esta época. Una de estas grabaciones muestra vaqueros vestidos con sombreros y ropas de cuero (característicos de esta región) persiguiendo un buey siendo auxiliados por una fila, que en la época eran llamados "cabezudos", "onceiros" o "boiaderos". En otro grabado, el príncipe relata el hecho en el sur de Bahia, donde según él, cuatro perros de orejas cortadas, con gran tamaño y formato corporal rectangular (característico del fila) están acuando un jaguar sobre un árbol.
Entre las décadas de 1930 y 1940, ejemplares de Fila brasileños en la época llamados de Fila Nacional comenzaron a aparecer en exposiciones caninas en São Paulo. El primero en intentar exponer estos perros fue Benedicto Faria de Camargo. Estos perros, muy descuidados por la historia, se encontraban en las granjas del interior. El dr. Paulo Santos Cruz que se considera "padre de la raza" por haber sido el principal entusiasta y promotor de la fila, escribió el primer estándar de la raza, que se hizo válido en 1954.
El fila brasileño tuvo su apogeo en las décadas de 1970 y 1980 cuando era una de las razas con mayor número de registros. En esta misma época, creadores intentaron cambiar el estándar oficial de la raza para ralentizar el temperamento agresivo contra extraños que, de cierta forma, era exaltado en el estándar anterior. Una elección que hoy en día es polémica, ya que algunos creadores creen que la raza es un perro necesariamente con ojeriza a extraños, pero muy dócil con la familia y los niños. Otros también concuerdan que es muy dócil con la familia y los niños, pero prefieren un temperamento de guardia más blando, donde el perro no aceptaría una invasión territorial, pero aceptaría una visita acompañada de su dueño. El hecho es que en esta época la palabra "ojeriza" fue sustituida por "aversión", manteniendo el mismo significado en la expresión "posee aversión a extraños" en su estándar oficial.
Otra conocida polémica fue la divulgación de un posible escándalo de mestizaje, y de registro de perros probablemente mestizos como filas puros en las décadas de 1970 y 1980. El escándalo habría causado la separación entre los criadores y la formación de un club independiente, el CAFIB (Club de Mejoramiento del Fila Brasileño), cuyo uno de los fundadores fue el dr. Paulo Santos Cruz. El club existe hasta hoy y los creadores siguen un patrón diferenciado que según el CAFIB describe de forma fiel el verdadero fila puro, sin características de otras razas que habrían sido insertadas en otras creaciones registradas en otros clubes (CBKC), clubes que incluso habrían alterado el estándar justamente para adecuar perros mestizos.
El fila brasileño es conocido por la fidelidad y devoción extremas al dueño, características que crearon un proverbio brasileño secular que dice "fiel como un fila", tales características de comportamiento se apreciaron durante los siglos de desarrollo de la raza, lo que ayudó a popularizarla.
Se especula mucho sobre las razas que dieron origen al fila brasileño. Debido a que hay tantas versiones de su origen, pero ninguna cabalmente comprobada, el estándar oficial de la raza omite cualquier versión histórica para el surgimiento de la raza, por no haber consenso entre los creadores sobre qué teoría es la verdadera.

## Características
Raza típicamente molosoide de tipo dogo. Estructura ósea poderosa, conjunto rectangular y compacto, aunque armonioso y bien proporcionado. Presenta, junto con su masa corporal, una gran agilidad concentrada y fácilmente perceptible. Las hembras deben presentar una femineidad bien observable que les distinga claramente de los machos.

### Temperamento
Es conocido por su instinto de protección. También es conocido por su extrema cautela con los extraños y la rapidez con la que actúa al proteger o defender a su amo. La dedicación y la obediencia del Fila brasileño ha encontrado su camino en los dichos populares brasileños: «Fiel como un fila»

### Piel
Característica de esta raza es que la piel de los ejemplares debe ser suelta y gruesa sobre todo en el tronco, primordialmente sobre el cuello, donde debe formar una pronunciada papada, la cual, en ocasiones puede prolongarse al pecho y abdomen. Algunos ejemplares pueden presentar un pliegue que desciende desde la cruz hasta el hombro y otro pliegue a los lados de la cabeza. Cuando el animal se encuentra en reposo, la cabeza no debe mostrar pliegues, pero cuando el animal se encuentra en estado de alerta y levanta las orejas, la contracción de la piel sobre la cabeza hace aparecer entre las orejas algunos pliegues a lo largo del cráneo; su piel es muy dura.

### Pelaje
Corto, denso, suave, brilloso y bien estirado sobre el cuerpo.

### Color

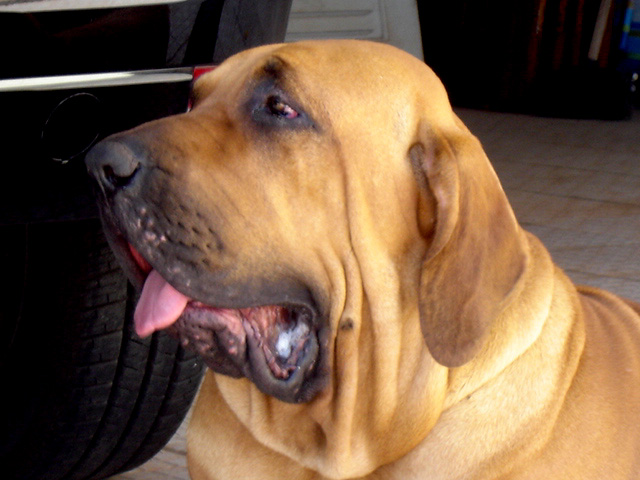
Fila brasileiro dorado.

Existen colores uniformes o sólidos: negro (el color negro se acepta solo en el estándar CBKC/FCI), bayo, dorado, así como también moteado con fondo de color uniforme y con rayas más o menos oscuras (atigrado oscuro, atigrado negro, atigrado gris, atigrado dorado). Puede haber o no presencia de una máscara negra. Pueden aparecer marcas blancas sobre el pecho.

### Altura y peso
- Altura a la cruz: machos 65 a 75  cm[12] y hembras 60 a 70 cm.[12]
- Peso mínimo: 50 kg para los machos[12] y 40 kg para las hembras.[12]

### Movimiento
Paso elástico y largo, muy parecido a los felinos. Su principal característica es el desplazamiento simultáneo de los dos miembros del mismo lado, para luego desplazar los dos miembros del otro lado, conocido también como ambladura o "paso de camello"; esto genera un contorneo, con balanceo lateral de las ancas y el tórax acentuado por la cola cuando se encuentra erguida. Cuando el ejemplar va al paso, su cabeza se mantiene bajo la línea dorsal. El trote es suelto, armonioso, con zancadas muy amplias y poderosas cubriendo bastante bien el terreno.
El galope siempre es poderoso, donde el perro alcanza una velocidad muy rápida para un animal tan grande y pesado. Su desplazamiento está siempre influido por las articulaciones típicas de un molosoide, que le permiten rápidos y súbitos cambios de dirección.

## Peligrosidad
En España es considerado peligroso y para su tenencia el dueño debe cumplir determinados requisitos legales, como estar inscrito en el registro de los Ayuntamientos de perros potencialmente peligrosos, y tener contratado un seguro de responsabilidad civil.  También existe la prohibición de llevarlo suelto por lugares de uso público. Las personas que tienen esta raza afirman que solo son peligrosos si se tienen  atados o maltratados físicamente, el Fila brasilero es un perro muy dócil amigable con todos los animales y le gusta mucho el juego.
Su ladrido y aunque intimidante es solo por saludo o sentirse partícipe a su entorno.
Están considerados como perros peligrosos en Argentina, Chile, Colombia, Reino Unido, Australia, Alemania, Venezuela e Italia, entre otros países.[cita requerida]